# BBC 텔레비전

1997-2021

BBC 텔레비전(BBC TV, 영어: BBC Television)은 영국의 텔레비전 방송국이다. BBC One, BBC Two, BBC Three, BBC Four, BBC News, BBC Parliament, CBBC, CBeebies 등의 채널을 소유 하고 있으며, 영국방송협회의 규정에 따라 운영한다.

## 같이 보기
- BBC 월드 서비스
- BBC의 연표